# Erena Baker
Erena Baker es una artista visual neozelandesa de ascendencia Ngāti Toa Rangatira Te Ātiawa ki Whakarongotai y Te Āti Awa. Baker utiliza la fotografía para explorar ideas de conmemoración y recuerdo dentro de Te ao Māori. También es miembro del Colectivo Mata Aho, un grupo de cuatro mujeres artistas conocidas por sus obras de arte a gran escala. Como parte del colectivo, su trabajo ha sido exhibido internacionalmente en la Real Academia de Arte de Londres y la Galería Nacional de Canadá.

## Trayectoria
En 2009, Baker se graduó con una Maestría en Artes Visuales Maoríes de la Escuela de Estudios Maoríes Toioho ki Apiti de la Universidad Massey. Su tesis versó sobre la importancia de la fotografía en la cultura maorí. Empezó a trabajar en la escuela como profesora y estableció su residencia en Palmerston North.
Su primera exposición individual, titulada Pepeha, se celebró en la Galería Thermostat en Palmerston North.
Su obra fotográfica Tango Whakaahua, producida en 2006, se incorporó a la colección permanente de la Galería de Arte de Auckland. La obra consta de 50 autorretratos de Baker con una capa del tejedor Kohai Grace.
Baker fue una de las miembros fundadoras del Colectivo Mata Aho, que se formó en 2012. El grupo está formado por Sarah Hudson, Bridget Reweti y Terri Te Tau. La primera obra que produjo el colectivo fue Te Whare Pora en 2012. Esta obra se exhibió en la Galería de Arte Adam y posteriormente fue adquirida por la Colección de Arte de la Universidad Victoria en Wellington.
Como parte del Colectivo Mata Aho, el trabajo de Baker se ha exhibido internacionalmente en la Galería Nacional de Canadá en Ottawa. La muestra, Àbadakone, Feu Continuel, Fuego Continuo, presentó una gama de obras de artistas indígenas contemporáneos.
En 2020, el trabajo de Erena Baker se incluyó en la exposición Toi Tū Toi Ora de la Galería de Arte de Auckland. Su trabajo fotográfico individual se incluyó junto con el que produjo con el Colectivo Mata Aho.

## Reconocimientos
En 2024, fue reconocida junto con Bridget Reweti, Sarah Hudson y Terri Te Tau, el con el León de Oro en la 60.ª Bienal de Venecia, como miembros del Colectivo Mata Aho, por su obra Takapau; la misma que fue exhibida durante este evento.